# Domata Peko
Domata Uluaifaasau Peko (* 27. November 1984 in Los Angeles, Kalifornien) ist ein ehemaliger samoanisch-stämmiger US-amerikanischer American-Football-Spieler auf der Position des Defensive Tackles. Er spielte zuletzt bei den Arizona Cardinals in der National Football League (NFL). Zuvor stand er bei den Cincinnati Bengals, den Denver Broncos und den Baltimore Ravens unter Vertrag.

## College
Peko besuchte zunächst das College of the Canyons in Santa Clarita, Kalifornien, wechselte dann an die Michigan State University und spielte für deren Mannschaft, die Spartans, College Football. Besondere Popularität erlangte er, als er nach einem Fumble von Chad Henne einen 74-Yards-Touchdown gegen den Erzrivalen, die Michigan Wolverines, erzielen konnte. Dennoch ging das Spiel in der Overtime verloren.

## NFL
Beim NFL Draft 2006 wurde er in der 4. Runde als insgesamt 123. Spieler von den Cincinnati Bengals ausgewählt. Bereits in seinem Rookiejahr lief er in allen Spielen auf; in der folgenden Saison konnte er sich als Starter etablieren.
Neben seiner angestammten Position – er ist langjähriger Captain der Defense – kommt Peko auch fallweise als Fullback zum Einsatz.
Er hält mit 107 Spielen in ununterbrochener Reihenfolge den diesbezüglichen Rekord der Franchise.
Pekos älterer Bruder Tupe spielte ebenfalls einige Zeit in der NFL. Er war bei mehreren Teams unter Vertrag, tatsächlich Spiele bestritt er allerdings nur für die Indianapolis Colts.
Am 11. März 2017 unterschrieb er einen Zweijahresvertrag bei den Denver Broncos. Nach Ende der Spielzeit 2018 wurde er entlassen.
Im November 2019 nahmen Peko die Baltimore Ravens unter Vertrag.
Am 23. November 2020 unterschrieb Peko bei den Arizona Cardinals.